# Цитохром b559
Цитохром b559 — гетеродимерный белок, состоящий из одной альфа (PsbE) и одной бета (PsbF) субъединицы, между которыми расположен гем; важный компонент фотосистемы II.
Фотосистема II представляет собой мультибелковый комплекс из полипептидов и пигментов. внутренние, так и внешние по отношению к фотосинтетической мембраны. В ядре комплекса располагаются хлорофилл и бета-каротин, связанные белками внутренней антенны CP43 (PsbC) и CP47 (PsbB), которые передают энергию возбуждения на реакционный центр хлорофиллов на белках D1 и D2, которые связывают все редокс-активных кофакторов, вовлеченных в процесс преобразования энергии. Водоокисляющий комплекс (ВОК) фотосистемы II обеспечивает новые электроны для повторного восстановления реакционного центра ФСII и для этого окисляет две молекулы воды. Он состоит из белков PsbO, PsbP и PsbQ. Остальные субъединицы ФСII представлены белками с низкой молекулярной массой (менее 10 кДа), и участвуют в сборке, стабилизации, димеризации, и фотозащите комплекса.
Цитохром b559 представляет собой гетеродимерный белок, который состоит из одной альфа-субъединицы (PsbE), одной бета-субъединицы (PsbF), и гемового кофактора. Два остатка гистидина из каждой субъединицы лигируют гем. Хотя цитохром b559 может окисляться и восстанавливаться, он скорее всего не участвует в основном транспорте электронов ФСII из-за его очень медленной скорости фотоокисления и фотовосстановления. Вместо этого цитохром b559 участвовует в циклическом переносе электронов внутри ФСII, который помогает защитить этот комплекс от фотоповреждения. Кроме того цитохром b559 необходим для сборки фотосистемы II.
Цитохром b559 может существовать в трех формах, каждая со своим, характерным окислительно-восстановительным потенциалом, эти формы имеют очень низкий потенциал, ≤ 0, МВ; низкопотенциальная форма (L) 60 мВ; высокопотенциальная форма (H) 370 мВ. Существует также форма с промежуточным потенциалом (I), окислительно-восстановительный потенциал которой колеблется от 170 до 240 мВ при рН 6,5-7,0. В реакционных центрах с интактным водоокисляющим комплексом, более половины цитохрома b559 в находится в высокопотенциальной форме, у реакционных центров фотосистемы II, лишённых марганца, цитохром b559 обычно находится в низкопотенциальной форме.